# Lucien Wollès
Lucien Wollès (Schaarbeek, 1862 - Elsene, 1938) was een Belgisch kunstschilder, tekenaar en lithograaf.

## Levensloop
Lucien was de broer van kunstschilder Camille Wollès. Hij was van 1873 tot 1877 leerling aan de Academie voor Schone Kunsten in Brussel (bij Antoine Van Hammee). Tot zijn studiegenoten behoorden James Ensor, Fernand Khnopff, Willy Finch, Léon Houyoux, Adolphe Crespin en Dario de Regoyos. Hij studeerde ook aan de Academie in Düsseldorf en in het privé-atelier van Ernest Blanc-Garin.
Hij schilderde en tekende voornamelijk scherpzinnige portretten, vaak van Brusselse  en -ruimer- Belgische personaliteiten zoals bijvoorbeeld Emile Verhaeren of Henry Stacquet. De portretten dienden ook vaak als boekillustraties. Zo siert zijn portret van Willy Coppens het boek Feuilles volantes door Coppens zelf geschreven. Zijn stijl was nogal streng realistisch.
Wollès was lid van de Cercle Artistique et Littéraire de Bruxelles. Hij woonde voor de Eerste Wereldoorlog in de Brugmannlaan 199 in Brussel, later in de Albertlaan 266 in Ukkel.

## Tentoonstellingen
- 1907, Brussel, Exposition Général des Beaux-Arts (Portret van Paul Janson (pastel), Zelfportret (pastel))
- 1908, Brussel, Salon de Printemps (Portret van de schilder Ottevaere, Portret van een meisje, Kinderportret)

## Musea
- Brussel, Koninklijke Musea voor Schone Kunsten van België (Portret van de vader van de kunstenaar (1906), Zelfportret (1909)).